# راتشت أند كلانك فيوتشر: كراك ان تايم
راتشت أند كلانك فيوتشر: كراك إن تايم (بالإنجليزية: Ratchet & Clank Future: A Crack in Time)‏ ، هي لعبة فيديو إلكترونية من نوع منصات، أنتجها شركة إنسومنيك غيمز ونشرها شركة سوني كمبيوتر إنترتينمنت سنة 2009م.